# 2024年イタリアグランプリ
2024年イタリアグランプリ（英: 2024 Italian Grand Prix、正式名称: Formula 1 Pirelli Gran Premio d’Italia 2024）は、2024年のF1世界選手権第16戦として、2024年9月1日にモンツァ・サーキットで開催された。

## 背景
タイヤ
ピレリが持ち込んだドライ用タイヤのコンパウンドはハード（白）：C3、ミディアム（黄）：C4、ソフト（赤）：C5のソフト寄りの組み合わせ。
| ドライ用   | ドライ用       | ドライ用   | ウェット用           | ウェット用   |
| C3         | C4             | C5         | インターミディエイト | フルウェット |
| ---------- | -------------- | ---------- | -------------------- | ------------ |
| （ハード） | （ミディアム） | （ソフト） | （小雨用）           | （大雨用）   |
DRS：2箇所
※（　）内は検知ポイント
- DRS1：ターン7より170m先から（ターン7より95m手前）
- DRS2：フィニッシュラインより12m先から（ターン11より20m先）

サーキット
モンツァ・サーキットは1月8日から大規模な改修が開始され、コースの再舗装、全ての縁石を置き換え、2つのシケイン（第1シケインの「バリアンテ・レティフィーロ」と第2シケインの「バリアンテ・ロッジア」）のランオフエリアをグラベルに変更した。この他、トラックの内周にあるパドックや一部のグランドスタンドに行くためのトンネルの拡張、F1の新しい基準に基づくパドッククラブエリアの刷新を行った。
ハースとウラルカリの論争
2022年2月に勃発したロシアのウクライナ侵攻を受けてハースとのタイトルスポンサー契約を解除されたウラルカリがスポンサー料の一部返還とマシンの譲渡を同チームに要求したが、期限となる7月末までに履行されなかったため、前戦オランダGPの期間中にマシンを含めた機材の差し押さえを行った。同GPへの出走は可能となったが、モンツァへの輸送が不可能となる事態に陥った。ハースはオランダGP初日の金曜日（8月23日）に中東の口座を経由して送金したが、週末だったため入金の確認が遅れた結果、差し押さえが執行されてしまった。週明けに入金確認が取れたため差し押さえが解除され、予定より1日遅れでマシンや機材がモンツァに搬送された。

## エントリー
レギュラードライバー
- ウィリアムズ：今季無得点と不振のローガン・サージェントとの契約を解除し、ウィリアムズ・ドライバー・アカデミーに所属するアルゼンチン出身のフランコ・コラピントを起用する。F1デビュー戦となるコラピントは今季MPモータースポーツからFIA F2選手権に参戦中で、第12戦イギリスGPでサージェントに代わってFP1を走行している。カーナンバーは「43」。なお、アルゼンチン人のF1ドライバーは2001年のガストン・マッツァカーネ以来23年ぶり。

フリープラクティスドライバー
- メルセデス：メルセデス・ジュニア・チームに所属し、プレマ・レーシングからFIA F2選手権に参戦している18歳のアンドレア・キミ・アントネッリがジョージ・ラッセルに代わってFP1に初参加する。

## フリー走行
FP1
2024年8月30日 13:30 CEST(UTC+2)
（特記のない出典: ）
- 気温：32 °C (90 °F) 路面温度：50 °C (122 °F) 天候：晴 路面状況：ドライ

母国イタリア出身のアンドレア・キミ・アントネッリがジョージ・ラッセルに代わってメルセデス・F1 W15を走行したが、開始10分で最終コーナーのアルボレート（パラボリカ）でクラッシュし、15分ほど赤旗中断となった。アントネッリはほろ苦いF1初セッションとなってしまったが、翌日メルセデスと来季のレギュラードライバー契約を結んだことが発表された。最速タイムはマックス・フェルスタッペンが記録した。
FP2
2024年8月30日 17:00 CEST(UTC+2)
（特記のない出典: ）
- 気温：34 °C (93 °F) 路面温度：42 °C (108 °F) 天候：晴 路面状況：ドライ

FP1でアントネッリがマシンを壊し、修復がセッション開始に間に合わなかった影響によりラッセルはセッション序盤を走行できなかった。また、セルジオ・ペレスは予防措置としてギアボックスを交換した。セッション中盤にケビン・マグヌッセンがレズモ2でクラッシュし、一時赤旗中断となった。最速タイムはルイス・ハミルトンが記録したが、メルセデス勢はFP1からシートが加熱する問題を抱えていた。
FP3
2024年8月31日 12:30 CEST(UTC+2)
（特記のない出典: ）
- 気温：31 °C (88 °F) 路面温度：40 °C (104 °F) 天候：晴 路面状況：ドライ

この日も晴天に恵まれ、ハミルトンとラッセルのメルセデス勢が上位を独占したが、依然シートが加熱する問題は解消できずにいた。角田裕毅はこのセッション終了の時点で決勝用のタイヤがハード・ミディアムとも1セットずつしかなく、戦略面に不安を残した。

### 各セッションの順位
| 順位  | ドライバー         | コンストラクター | タイム   |
| ----- | ------------------ | ---------------- | -------- |
| 1     | M.フェルスタッペン | レッドブル       | 1:21.676 |
| 2     | C.ルクレール       | フェラーリ       | 1:21.904 |
| 3     | L.ノリス           | マクラーレン     | 1:21.917 |
| 4     | C.サインツ         | フェラーリ       | 1:22.126 |
| 5     | V.ボッタス         | キック・ザウバー | 1:22.127 |
| 出典: |                    |                  |          |

| 順位  | ドライバー   | コンストラクター | タイム   |
| ----- | ------------ | ---------------- | -------- |
| 1     | L.ハミルトン | メルセデス       | 1:20.738 |
| 2     | L.ノリス     | マクラーレン     | 1:20.741 |
| 3     | C.サインツ   | フェラーリ       | 1:20.841 |
| 4     | O.ピアストリ | マクラーレン     | 1:20.858 |
| 5     | C.ルクレール | フェラーリ       | 1:20.892 |
| 出典: |              |                  |          |

| FP3 \| 順位 \| ドライバー \| コンストラクター \| タイム \| \| ---------- \| ------------ \| ---------------- \| -------- \| \| 1 \| L.ハミルトン \| メルセデス \| 1:20.117 \| \| 2 \| G.ラッセル \| メルセデス \| 1:20.210 \| \| 3 \| C.ルクレール \| フェラーリ \| 1:20.226 \| \| 4 \| O.ピアストリ \| マクラーレン \| 1:20.252 \| \| 5 \| L.ノリス \| マクラーレン \| 1:20.262 \| \| 出典: [20] \| \| \| \| | - 注: いずれもトップ5まで掲載。 |                  |          |
| 順位 | ドライバー                      | コンストラクター | タイム   |
| 1 | L.ハミルトン                    | メルセデス       | 1:20.117 |
| 2 | G.ラッセル                      | メルセデス       | 1:20.210 |
| 3 | C.ルクレール                    | フェラーリ       | 1:20.226 |
| 4 | O.ピアストリ                    | マクラーレン     | 1:20.252 |
| 5 | L.ノリス                        | マクラーレン     | 1:20.262 |
| 出典: |                                 |                  |          |

## 予選
2024年8月31日 16:00 CEST(UTC+2)
（特記のない出典: ）
- 気温：34 °C (93 °F) 路面温度：50 °C (122 °F) 天候：晴 路面状況：ドライ

ランド・ノリスが2戦連続でポールポジションを獲得した。チームメイトのオスカー・ピアストリがノリスに0.109秒差で2番手を獲得し、マクラーレン勢がフロントローを独占した。2列目にジョージ・ラッセルとシャルル・ルクレールが、3列目にカルロス・サインツとルイス・ハミルトンがそれぞれ続き、メルセデス勢とフェラーリ勢がマクラーレン勢の後方に付けた。なお、レッドブル勢はマシンバランスの悪さにより最高速が上がらず4列目に甘んじた。角田裕毅はQ2進出に0.004秒及ばず16番手に終わった。F1の予選は初参加となったフランコ・コラピントは18番手からスタートする。

### 予選結果
| 順位                | No. | ドライバー                 | コンストラクター                        | Q1       | Q2       | Q3       | Grid |
| ------------------- | --- | -------------------------- | --------------------------------------- | -------- | -------- | -------- | ---- |
| 1                   | 4   | ランド・ノリス             | マクラーレン-メルセデス                 | 1:19.911 | 1:19.727 | 1:19.327 | 1    |
| 2                   | 81  | オスカー・ピアストリ       | マクラーレン-メルセデス                 | 1:20.076 | 1:19.808 | 1:19.436 | 2    |
| 3                   | 63  | ジョージ・ラッセル         | メルセデス                              | 1:20.169 | 1:19.877 | 1:19.440 | 3    |
| 4                   | 16  | シャルル・ルクレール       | フェラーリ                              | 1:20.074 | 1:20.007 | 1:19.461 | 4    |
| 5                   | 55  | カルロス・サインツ         | フェラーリ                              | 1:20.149 | 1:19.799 | 1:19.467 | 5    |
| 6                   | 44  | ルイス・ハミルトン         | メルセデス                              | 1:20.477 | 1:19.641 | 1:19.513 | 6    |
| 7                   | 1   | マックス・フェルスタッペン | レッドブル-ホンダ・RBPT                 | 1:20.226 | 1:19.662 | 1:20.022 | 7    |
| 8                   | 11  | セルジオ・ペレス           | レッドブル-ホンダ・RBPT                 | 1:20.598 | 1:20.216 | 1:20.062 | 8    |
| 9                   | 23  | アレクサンダー・アルボン   | ウィリアムズ-メルセデス                 | 1:20.542 | 1:20.314 | 1:20.299 | 9    |
| 10                  | 27  | ニコ・ヒュルケンベルグ     | ハース-フェラーリ                       | 1:20.781 | 1:20.411 | 1:20.339 | 10   |
| 11                  | 14  | フェルナンド・アロンソ     | アストンマーティン・アラムコ-メルセデス | 1:20.617 | 1:20.421 | n/a      | 11   |
| 12                  | 3   | ダニエル・リカルド         | RB-ホンダ・RBPT                         | 1:20.901 | 1:20.479 | n/a      | 12   |
| 13                  | 20  | ケビン・マグヌッセン       | ハース-フェラーリ                       | 1:20.856 | 1:20.698 | n/a      | 13   |
| 14                  | 10  | ピエール・ガスリー         | アルピーヌ-ルノー                       | 1:20.748 | 1:20.738 | n/a      | 14   |
| 15                  | 31  | エステバン・オコン         | アルピーヌ-ルノー                       | 1:20.764 | 1:20.766 | n/a      | 15   |
| 16                  | 22  | 角田裕毅                   | RB-ホンダ・RBPT                         | 1:20.945 | n/a      | n/a      | 16   |
| 17                  | 18  | ランス・ストロール         | アストンマーティン・アラムコ-メルセデス | 1:21.013 | n/a      | n/a      | 17   |
| 18                  | 43  | フランコ・コラピント       | ウィリアムズ-メルセデス                 | 1:21.061 | n/a      | n/a      | 18   |
| 19                  | 77  | バルテリ・ボッタス         | キック・ザウバー-フェラーリ             | 1:21.101 | n/a      | n/a      | 19   |
| 20                  | 24  | 周冠宇                     | キック・ザウバー-フェラーリ             | 1:21.445 | n/a      | n/a      | 20   |
| 107% time: 1:25.504 |     |                            |                                         |          |          |          |      |
| 出典:               |     |                            |                                         |          |          |          |      |

## 決勝
2024年9月1日 15:00 CEST(UTC+2)
（特記のない出典: ）
- 気温：34 °C (93 °F) 路面温度：54 °C (129 °F) 天候：晴 路面状況：ドライ

シャルル・ルクレールが1ストップ作戦を成功させてマクラーレン勢を抑え、フェラーリのホームレースを2019年以来5年ぶりに制した。チームメイトのカルロス・サインツが周回遅れも絡んだことによりオスカー・ピアストリを2周抑え込めたことも大きかった。ポールポジションからスタートしたランド・ノリスは1周目のバリアンテ・ロッジアでピアストリの先行を許すも、最終ラップでファステストラップを記録して意地を見せた。レッドブル勢は決勝でも遅れを取り、マックス・フェルスタッペンが6位、セルジオ・ペレスも8位が精一杯だった。なお、ルクレールの勝利によりマクラーレンは本GPでのコンストラクターズランキングの逆転首位浮上とはならなかったが、首位のレッドブルに8点差まで迫った。
フェラーリがホームグランプリの勝利に沸いた一方、同じくホームグランプリを迎えたRB勢は散々な日となってしまった。角田裕毅はニコ・ヒュルケンベルグに接触された際のダメージが大きく、レース序盤で姿を消した。ダニエル・リカルドはヒュルケンベルグをコース外に押し出した件により5秒のタイムペナルティを受けたが、ピットクルーのミスによりペナルティを消化できず、さらに10秒のタイムペナルティを科せられてしまい13位に終わった。
10位に入賞したケビン・マグヌッセンはピエール・ガスリーと接触した件で2点のペナルティポイントが科せられたことにより、累積ペナルティポイントが12点となってしまったため、次戦アゼルバイジャンGPで出場停止となる。この制度が導入されて以降、ペナルティポイント累積により出場停止となるのはマグヌッセンが初となった。
これがF1デビュー戦となったフランコ・コラピントは12位完走を果たした。

### レース結果
| 順位  | No. | ドライバー                 | コンストラクター                        | 周回数 | タイム/リタイア原因 | Grid | Pts.  |
| ----- | --- | -------------------------- | --------------------------------------- | ------ | ------------------- | ---- | ----- |
| 1     | 16  | シャルル・ルクレール       | フェラーリ                              | 53     | 1:14:40.727         | 4    | 25    |
| 2     | 81  | オスカー・ピアストリ       | マクラーレン-メルセデス                 | 53     | +2.664              | 2    | 18    |
| 3     | 4   | ランド・ノリス             | マクラーレン-メルセデス                 | 53     | +6.153              | 1    | 16 FL |
| 4     | 55  | カルロス・サインツ         | フェラーリ                              | 53     | +15.621             | 5    | 12    |
| 5     | 44  | ルイス・ハミルトン         | メルセデス                              | 53     | +22.820             | 6    | 10    |
| 6     | 1   | マックス・フェルスタッペン | レッドブル-ホンダ・RBPT                 | 53     | +37.932             | 7    | 8     |
| 7     | 63  | ジョージ・ラッセル         | メルセデス                              | 53     | +39.715             | 3    | 6     |
| 8     | 11  | セルジオ・ペレス           | レッドブル-ホンダ・RBPT                 | 53     | +54.148             | 8    | 4     |
| 9     | 23  | アレクサンダー・アルボン   | ウィリアムズ-メルセデス                 | 53     | +1:07.456           | 9    | 2     |
| 10    | 20  | ケビン・マグヌッセン       | ハース-フェラーリ                       | 53     | +1:08.302 1         | 13   | 1     |
| 11    | 14  | フェルナンド・アロンソ     | アストンマーティン・アラムコ-メルセデス | 53     | +1:08.495           | 11   |       |
| 12    | 43  | フランコ・コラピント       | ウィリアムズ-メルセデス                 | 53     | +1:21.308           | 18   |       |
| 13    | 3   | ダニエル・リカルド         | RB-ホンダ・RBPT                         | 53     | +1:33.452 2         | 12   |       |
| 14    | 31  | エステバン・オコン         | アルピーヌ-ルノー                       | 52     | +1 Lap              | 15   |       |
| 15    | 10  | ピエール・ガスリー         | アルピーヌ-ルノー                       | 52     | +1 Lap              | 14   |       |
| 16    | 77  | バルテリ・ボッタス         | キック・ザウバー-フェラーリ             | 52     | +1 Lap              | 19   |       |
| 17    | 27  | ニコ・ヒュルケンベルグ 3   | ハース-フェラーリ                       | 52     | +1 Lap              | 10   |       |
| 18    | 24  | 周冠宇                     | キック・ザウバー-フェラーリ             | 52     | +1 Lap              | 20   |       |
| 19    | 18  | ランス・ストロール         | アストンマーティン・アラムコ-メルセデス | 52     | +1 Lap              | 17   |       |
| Ret   | 22  | 角田裕毅                   | RB-ホンダ・RBPT                         | 7      | オーバーヒート      | 16   |       |
| 出典: |     |                            |                                         |        |                     |      |       |

追記
- ^FL - ファステストラップの1点を含む
- ^1 - マグヌッセンはガスリーと接触した件の責任を問われ、10秒のタイムペナルティ（ペナルティを消化しなかったため、レースタイムに10秒加算）とペナルティポイント2点（累積ペナルティポイントが12点に達したため、次戦アゼルバイジャンGPは出場停止）が科せられた
- ^2 - リカルドはヒュルケンベルグと接触した件の責任を問われ、5秒のタイムペナルティとペナルティポイント1点（累積3点）が科せられたが、その後のピットインでタイムペナルティを正しく消化できなかったことにより、さらに10秒のタイムペナルティ（これら2件のタイムペナルティを消化しないままフィニッシュしたため、レースタイムに15秒加算）が科せられた
- ^3 - ヒュルケンベルグは角田と接触した件の責任を問われ、10秒のタイムペナルティ（ピットインで消化）とペナルティポイント2点（累積4点）が科せられた

勝者シャルル・ルクレールの平均速度
- 246.431 km/h (153.125 mph)

ファステストラップ
- ランド・ノリス - 1:21.432（53周目）

ラップリーダー
太字は最多ラップリーダー
- オスカー・ピアストリ - 32周 (1-16, 23-38)
- カルロス・サインツ - 2周 (17-18)
- マックス・フェルスタッペン - 3周 (19-21)
- セルジオ・ペレス - 1周 (22)
- シャルル・ルクレール - 15周 (39-53)

## 達成された主な記録
（特記のない出典: ）
ドライバー
- 初エントリー / 初出走 / 初完走: フランコ・コラピント

コンストラクター
- 160回目のポールポジション: マクラーレン - 1-2番手を占めたのは65回目

## 第16戦終了時点のランキング
|       | 順位 | ドライバー                 | ポイント |
| ----- | ---- | -------------------------- | -------- |
|       | 1    | マックス・フェルスタッペン | 303      |
|       | 2    | ランド・ノリス             | 241      |
|       | 3    | シャルル・ルクレール       | 217      |
|       | 4    | オスカー・ピアストリ       | 197      |
|       | 5    | カルロス・サインツ         | 184      |
| 出典: |      |                            |          |

|       | 順位 | コンストラクター                        | ポイント |
| ----- | ---- | --------------------------------------- | -------- |
|       | 1    | レッドブル-ホンダ・RBPT                 | 446      |
|       | 2    | マクラーレン-メルセデス                 | 438      |
|       | 3    | フェラーリ                              | 407      |
|       | 4    | メルセデス                              | 292      |
|       | 5    | アストンマーティン・アラムコ-メルセデス | 74       |
| 出典: |      |                                         |          |

- 注：いずれもトップ5まで掲載。